# Etiopien
Etiopien (amhariska: ኢትዮጵያ, ʾĪtyōṗṗyā), formellt Demokratiska förbundsrepubliken Etiopien, tidigare Abessinien, är en stat i Östafrika. Angränsande länder är Djibouti, Eritrea, Kenya, Somalia, Sudan och Sydsudan.
Etiopien är Afrikas näst folkrikaste land efter Nigeria och tillsammans med Liberia de enda länderna i Afrika som aldrig koloniserats. Under 1930-talet utkämpades ett krig med Italien. Sedan Eritreas etablerande som egen stat i början av 1990-talet har spända relationer och tidvis öppet krig rått mellan länderna.
Flera viktiga grödor har sitt ursprung i landet, bland annat kaffe och durra. Idrottsnationen Etiopien har fostrat en mängd framstående löpare, inte minst inom långdistanslöpning.
Även om landet har den snabbast växande ekonomin i Afrika, så är Etiopien fortsatt ett av världens fattigaste länder. Förutom fattigdom står Etiopien inför hunger, korruption, svag infrastruktur och dålig tillgång till utbildning (med en analfabetism på 51 procent.)

## Historia

### 1900-talet
Etiopien är det enda landet i Afrika, förutom Liberia, som aldrig varit under kolonialt styre. Från 1936 till 1941 var landet ockuperat av Italien, men etiopierna lyckades tillsammans med brittiska trupper till slut besegra Italien. Landet var ett kejsardöme fram till 1974, då den siste kejsaren, Haile Selassie, störtades. Därefter styrdes landet av en kommunistisk militärjunta, Derg, till 1987 då en kommunistisk enpartistat utropades, denna föll dock samman 1991 efter ett långt inbördeskrig, och en övergångsregering tog makten under ledning av  Etiopiska folkets revolutionära demokratiska front. Eritrea i norr blev självständigt från Etiopien  den 24 maj 1993 efter 30 år av gerillakrig.
Till en början kom Eritrea och Etiopien väl överens, men de blev senare fiender och utkämpade 1998–2000 ett blodigt krig där över 100 000 soldater dog. FN-trupperna som var stationerade där lämnade sedan landet, trots att spänningarna mellan länderna kvarstod.
Åren 1964 och 1977 utkämpades krig mellan Etiopien och Somalia om den omtvistade regionen Ogaden (med en huvudsakligen etniskt somalisk befolkning), vilken utgör en tredjedel av Etiopien. Etiopien vann kriget och besegrade Somalia med stöd av 20 000 sovjetiska och kubanska soldater. Efter dessa krig har Etiopien haft en dålig relation med Somalia.

### 2000-talet
Sedan 2006 deltar Etiopien i stridigheterna i Somalia på uppdrag av landets regering. Ockupationen ses som ett krig mot terrorismen och får stöd från USA och Ryssland. De har tusentals soldater i Somalia för att bekämpa den islamistiska terroriströrelsen Islamiska domstolarnas högsta råd.
I oktober 2008 presenterade den etiopiska regeringen ett lagförslag som innebär att det bistånd som landet tar emot från andra länder inte får gå till arbete för demokrati och mänskliga rättigheter, utan enbart till ekonomisk utveckling. Detta innebar att bland annat Sverige sänkte biståndet till landet.
Premiärminister Meles Zenawi dog i augusti 2012. Meles hade styrt sedan 1991, de sista tio åren allt mer enväldigt.
I tre decennier dominerades etiopisk politik av den forna EPRDF-alliansen, som ofta kontrollerade landet med hård hand. När oromoern Abiy Ahmed Ali tillträdde som premiärminister våren 2018 inleddes ett politiskt töväder och fredsprocessen med Eritrea återupptogs. Sedan dess har inre splittring och våldsutbrott i flera delar av landet satt käppar i hjulet för reformpolitiken.
Sommaren 2018 inledde Etiopien och Eritrea direkta överläggningar för att nå ett fredsavtal. Detta sågs allmänt som ett avslutande på den över två decennier långa konflikten länderna emellan.
I året 2019 fick Etiopiens premiärminister Abiy Ahmed Nobels fredspris för sina insatser att uppnå fred mellan Etiopien och Eritrea.

## Geografi

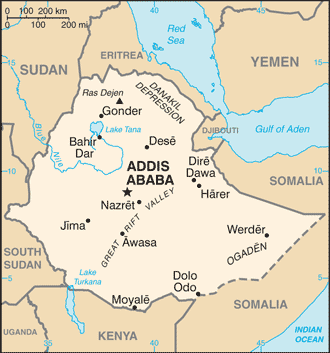
Karta

Landet gränsar till Djibouti, Eritrea, Kenya, Somalia, Sydsudan och Sudan. Floden Blå Nilen rinner upp i Tanasjön i Etiopien. Sedan Eritrea fick sin självständighet har Etiopien inte längre någon kust. 

### Topografi och hydrografi
Etiopien är höglänt och vulkaniskt. Från Röda havet och söderut löper en väldig gravsänka, en del av Rift Valley. Den klyver landet i två delar. I det etiopiska kärnlandet väster om sänkan växlar högplatåer med djupa dalar. Högsta toppen är Ras Dejen (4 620 m) i norra Etiopien. Här har Blå Nilen skurit en mäktig kanjon genom platålandet. I öster sänker sig höglandet mot Somalia och i nordöst ligger Afartriangeln med Danakilöknen. Höglandet har subtropiskt klimat och temperaturen växlar med höjden över havet. Etiopien får mest regn i sydväst. Ökenområdet i nordöst hör till de hetaste trakterna på jorden. En stor del av höglandet består av trädlös savann. I dalarna och det regnrika låglandet finns regnskog.
Lägsta punkt är Denakildepressionen, 125 meter under havets nivå

### Klimat
I Etiopien råder ett tropiskt monsunklimat, som varierar beroende på landets topografi. Längre torrperioder är vanliga. Östafrikanska riftsystemet är ett geologiskt aktivt område där det förekommer jordbävningar och vulkanutbrott. Sprickan som delar den södra delen är mellan 40 och 60 km bred.

### Naturskydd
Några av Etiopiens miljöproblem är avskogning med åtföljande jorderosion och att det råder brist på färskvatten i vissa områden. Avskogningsproblemet har man dock börjat vidta åtgärder mot genom att plantera nya träd. Enligt uppgifter från jordbruksministeriet i juli 2010 har skogytan ökat från 3 % till 9 % sedan 2000. Internationella observatörer är dock skeptiska till ministeriets siffror.

## Styre och politik

### Författning och styre
Etiopiens konstitution är från år 1994.
Presidenten väljs av de båda kamrarna vart sjätte år, och kan omväljas en gång. Presidenten har i huvudsak ett ceremoniellt uppdrag. Premiärministern är en av ledamöterna i representationsrådet och utses också av rådet. Premiärministern har den utövande makten och utser regering. Denne är också överbefälhavare.
Parlamentet har två kammare. Vart femte år väljs 547 ledamöter i direkta val till representationsrådet i Addis Abeba. Hittills har landet haft fem val (1995, 2000, 2005, 2010, 2015, 2020. Nästa val kommer att hållas år 2025. Den andra kammaren, federativa rådet, har 154 ledamöter som väljs indirekt av delstatsparlamenten. Mandatperioden för dessa är också fem år.
Sedan 2018 styrs landet av premiärminister Abiy Ahmed och Välfärdspartiet. 

### Administrativ indelning
Etiopien är indelat i två självstyrande privilegierade städer (astedaderoch) och tolv etnisk-baserade regioner (kililoch). Regionerna består i sin tur av woredas, som i sin tur består av kebeles (grannskapsföreningar). 
- Privilegierade städer: Addis Abeba och Dire Dawa.
- Regioner: Afar, Amhara, Benishangul-Gumuz, Centrala Etiopien, Gambela Hizboch, Harari, Oromia, Sidama, Somali, Sydvästetiopiska folkens region (SWEPR), Södra Etiopien och Tigray.

### Politik
Enligt demokratiindex är Etiopien en auktoritär regim, och landet rankades år 2011 på plats 121 av 167 länder.
Demokratin i landet har oftast ifrågasatts av västländerna på grund av att den nuvarande regeringen försöker försvaga oppositionen i landet efter valet 2005. Framför allt de två största oppositionspartierna Coalition for Unity and Democracy samt United Ethiopian Democratic Forces.
Idag[när?] finns det 81 politiska partier registrerade varav 22 av dessa partier har minst ett mandat i parlamentet i Addis Abeba under mandatperioden 2005–2010. 
I september 2009 bildades ett nytt block av åtta oppositionspartier.

### Internationella relationer

#### Svensk-etiopiska relationer
Sedan 1866 har svenska missionärer arbetat i Etiopien. Under 1940-talet byggde Etiopien upp landets flygvapen med bland annat svensk hjälp. Utnämningen av vänsterpartisten Eva Zetterberg till Sveriges ambassadör i Etiopien ledde till en kris i relationen. Etiopiska myndigheter underlät att svara på Sveriges begäran om att få Zetterberg utnämnd till ambassadör. Det har nämnts som en orsak till den etiopiska reaktionen att Eva Zetterberg 2001 kritiserade människorättsläget i landet i en motion till riksdagen. 2005 mottog Etiopien 500 miljoner kronor i bistånd från Sverige. Nivån sänktes därefter och 2011 beräknades biståndet uppgå till 145 miljoner kronor. Till större delen distribueras hjälpen av Förenta nationerna och frivilliga hjälporganisationer. 2010 nedgraderade Etiopien sin Stockholmsambassad till generalkonsulat.
Relationerna länderna emellan blev under sommaren 2011 ansträngda i samband med att de svenska journalisterna Johan Persson och Martin Schibbye häktades den 1 juli efter att olovligt tagit sig in i landet för att göra ett reportage om gerillan i Ogadenprovinsen (ONFL). Journalisterna dömdes i december 2011 för illegal inresa och understödjande av terrorism men benådades den 10 september 2012 och släpptes fria.

## Ekonomi och infrastruktur

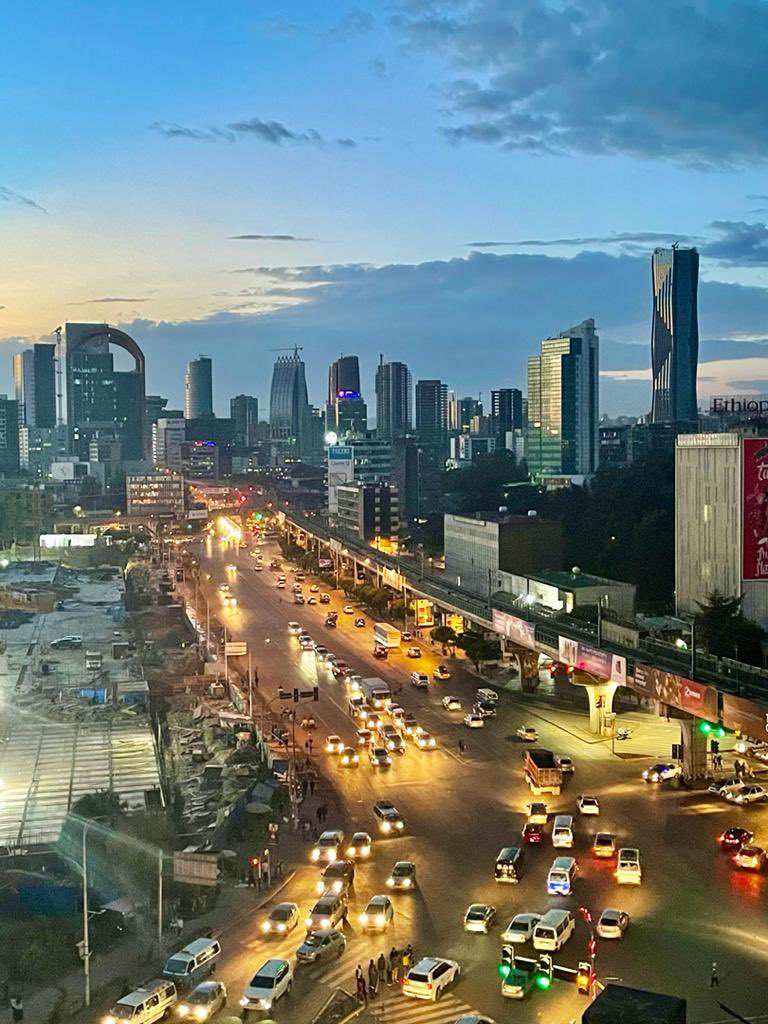
Huvudstaden Addis Abeba är landets ekonomiska centrum.

Etiopien är en blandekonomi i en övergångsfas från planekonomi till en mer marknadsinriktad ekonomi. Den offentliga sektorn är mycket stor, och statens inblandning är stor i flera sektorer, som telekommunikation, bankväsendet och eldistribution.
Under 2010-talet växte ekonomin i snitt 9,4 procent per år och växte därmed snabbast på hela kontinenten. Jordbrukssektorn, som tidigare helt dominerat den etiopiska ekonomin, är fortsatt mycket stor och sysselsätter 70 procent av landets arbetskraft. Dock bidrar numera servicesektorn till en större del av bruttonationalprodukten. 2020 var 2,1 procent av den arbetsföra befolkningen arbetslös. 2018 var bruttonationalprodukten 80 292 miljoner amerikanska dollar, en ökning från 63 079 miljoner bara tre år tidigare.
Trots den snabbt växande ekonomin är Etiopien fortsatt ett av världens fattigaste länder. Andelen fattiga har enligt Världsbankens definition minskat från 30 procent till 24 procent mellan 2011 och 2016, men utvecklingen går snabbare i städerna än den gör på landsbygden. FN listar Etiopien som ett av världens minst utvecklade länder.

### Näringsliv
| Sektor   | Andel av BNP  | Andel av arbetskraften |
| -------- | ------------- | ---------------------- |
| Jordbruk | 34,8 % (2017) | 72,7 % (2013)          |
| Industri | 21,6 % (2017) | 7,4 % (2013)           |
| Service  | 43,6 % (2017) | 19,9 % (2013)          |

#### Jord-, skogsbruk och fiske
Höglandet har de bördigaste jordarna (av vulkaniskt ursprung). Kaffe är den viktigaste exportgrödan och växer delvis vilt. Av spannmål odlas vete, hirs och det inhemska sädesslaget teff. I det tropiska låglandet produceras bomull och sockerrör. Boskapsskötseln är omfattande, men överbetning är ett problem. Skogarna har till stor del skövlats och jorderosionen är svår. Revolutionen 1974 gjorde slut på kejsartidens feodala ägar- och samhällssystem. Men 1980-talets misslyckade socialistiska reformförsök (med bland annat kollektiv- och statsjordbruk), de svåra torkperioderna (omkring en miljon människor dog av svält 1984–85) och det utdragna inbördeskriget förde landet till ruinens brant.

#### Energi och råvaror
Naturtillgångar i landet är naturgas, vattenkraft, pottaska och små fyndigheter av guld, platina och koppar

### Handel
Kaffe är den största exportvaran, och stod 2018/2019 för ungefär 28 procent av landets export. Även många sädesslag och andra livsmedelsprodukter exporteras. Cirka 42 procent av exporten går till Asien, 25 procent till Europa och 21 procent till övriga Afrika.

### Infrastruktur

#### Transporter
Etiopien hade år 1999 ett vägnät på omkring 33 297 km varav 3 789 km var asfalterade, motsvarande cirka 11 % av hela landets vägnät. Majoriteten av de största vägarna/motorvägarna var asfalterade. Det var i de centrala, västra, norra och södra delarna av landet där vägarna hade hög standard, men i de nordöstra och i de östra delarna av landet hade vägarna låg standard. Men Etiopiens vägnät ligger över det afrikanska genomsnittet. Det finns vägar i Etiopien som fortsätter ut till grannländerna Sudan, Kenya och till Djibouti.
I nuläget har Etiopien ett järnvägsnät på cirka 681 km, en del av järnvägen Addis Abeba-Djibouti. Den är underutvecklad och i dåligt skick. Järnvägen rustas upp under 2009 - 2010. Regeringen har också planer på en utbyggnad av järnvägsnätet med ca 5000 km.
Etiopien har idag omkring 60 flygplatser varav en fjärdedel är asfalterade. Landet har även fyra internationella flygplatser som är Addis Abeba/Bole, Dire Dawa/T.D. Yilma, Bahir Dar och Mekelle. Ethiopian Airlines är landets största flygbolag samt Afrikas största flygbolag med 80 destinationer världen över. Bole International Airport i Addis Abeba är ett av Afrikas snabbt växande flygplatser både till ytan och antal passagerare.

#### Utbildning och forskning
| Läs- och skrivkunnighet      | 2015   | 2017   |
| ---------------------------- | ------ | ------ |
| Andel av befolkningen >15 år | 49,1 % | 51,8 % |
| Andel av män > 15 år         | 57,2 % | 57,2 % |
| Andel av kvinnor >15 år      | 41,1 % | 44,4 % |

Etiopien har obligatorisk och gratis grundskola, med undantag för några tillkommande avgifter. Grundskolan är åtta år och börjar vid sju års ålder. Därefter finbs möjlighet att studera vidare i sekundärskola som består av fyra år fördelat på två delar om två år. I grundskolan undervisas det bland annat engelska, modersmål samt amhariska. Universitet och annan högre utbildning finns, men den akademiska friheten omfattas av stora begränsningar.
Fram till början av 1900-talet skedde undervisningen vid missions- och koranskolor. År 1905 kom de första statliga skolorna, och allt fler byggdes fram tills Etiopien ockuperades av Italien år 1936. Under ockupationstiden, som varade fram till år 1941, stängdes många skolor och lärare och elever dog. Men utbildning var ett prioriterat område för Kejsar Haile Selassie som personligen var delaktig i att återuppbygga utbildningssystemet. År 1974 gick 15 % av barnen i grundskoleåldern i skola, även om utbildningen i realiteten endast existerade i städer och tätorter. År 1983 antogs en plan om att analfabetism skulle utrotas och att alla barn skulle ha rätt att gå i skola. Befolkningsutvecklingen i kombination med bristande resurser har dock gjort att detta mål varit svårt att nå och utbildning har varit tvunget att ske i skift.
Under början av 2000-talet gjordes stora framsteg i andelen barn som började skolan. Vid millennieskiftet började 46 % av barnen grundskolan, vilket kunde jämföras med år 2011 då motsvarande siffra var 86 %. Men lärarbristen är fortsatt stor och antalet barn I skolorna ökar samtidigt.

## Befolkning
Etiopien är tätast befolkat i höglandet där de flesta lever som jordbrukare. Socialistregimen gjorde på 1980-talet misslyckade försök att tvångsförflytta människor undan inbördeskriget och samla folket i nya byar. Etniskt är befolkningen mycket blandad och det talas ett hundratal olika språk. Amharerna i det centrala höglandet har dominerat samhällslivet. De är liksom tigrefolken i norr kristna, och tillsammans utgör de båda folkgrupperna nära hälften av invånarna. Oromofolket är den största folkgruppen, ca 40 %. Bland övriga folkgrupper finns somalier i sydöst och nuer i sydväst. Officiellt språk är amhariska.

### Demografi

#### Större städer

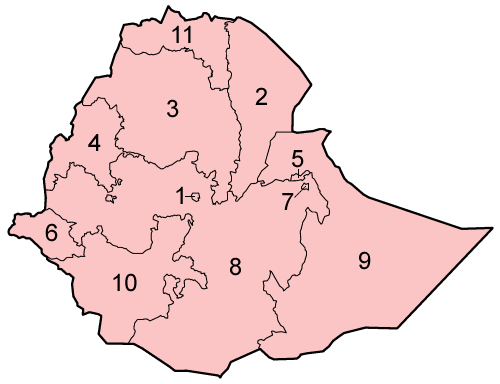
1 Addis Abeba, 2 Afar, 3 Amara, 4 Binshangul Gumuz, 5 Dire Dawa, 6 Gambela Hizboch, 7 Hareri Hizb, 8 Oromiya, 9 Somali, 10 Ye Debub Biheroch Bihereseboch na Hizboch, 11 Tigray

Invånarantal enligt folkräkningen 2007:
- Addis Abeba - 2 738 248 invånare
- Dire Dawa - 232 854 invånare¹
- Nazret (eller Adama) - 222 035 invånare
- Gonder - 206 987 invånare

¹Centrala Dire Dawa, exklusive glesbygd. Hela Dire Dawas stadsgräns omfattade 342 827 invånare.

#### Urbanisering
Allt fler etiopier söker sig idag till städerna än förr. Den största orsaken till att allt fler etiopier flyttar till städerna är att lönerna är högre där än på landsbygden samt att det finns fler jobb att välja på (på landsbygden är det mest jordbruk). Huvudstaden Addis Abeba ökade sin folkmängd med cirka 30 procent mellan folkräkningarna 1994 och 2007. Detta har lett till att stora slumområden har växt fram.
2015 uppskattade The World Factbook att 19,5 % av befolkningen bodde i städer och andra urbana områden.

#### Minoriteter
| Folkgrupp | Andel (2007) | Andel (2022) |
| --------- | ------------ | ------------ |
| Oromo     | 34,48 %      | 35,8 %       |
| Amhara    | 26,88 %      | 24,1 %       |
| Somalier  | 6,20 %       | 7,2 %        |
| Tigreaner | 6,07 %       | 5,7 %        |
| Sidama    | 4,01 %       | 4,1 %        |
| Gurage    | 2,53 %       | 2,6 %        |
| Welaita   | 2,31 %       | 2,3 %        |
| övriga    | 17,52 %      | 18,2 %       |

#### Migration
Etiopien har tagit emot flyktingar från grannländerna, främst Eritrea, Somalia och Sudan. 
År 2008 fanns i Etiopien 201 700 flyktingar varav 111 600 kom ifrån Somalia, 55 400 från Sudan och 23 900 från Eritrea. Antalet ökade under 2008 med 37% jämfört med året innan då 147 300 flyktingar befann sig i landet, enligt organisationen U.S. Committee for Refugees and Immigrants. Enligt UNCHR befann sig i juli 2008 dock endast ca 76 000 registrerade flyktingar i landet.
Flyktingar: 2017 fanns i Etiopien 375 685 flyktingar och asylsökande från Sydsudan, 249 903 flyktingar från Somalia, 161 398 flyktingar och asylsökande från Eritrea samt 41 588 flyktingar och asylsökande från Sudan.
Internflyktingar: 2016 fanns i Etiopien 260 000 internflyktingar som flytt på grund av gränskonflikter med Eritrea 1998-2000, etniska konflikter, strider mellan etiopisk militär och separatister i regionerna Somali och Oromia samt naturkatastrofer. De flesta internflyktingar bor i regionen Somali.

### Språk
I Etiopien talas språk från två huvudsakliga språkfamiljer: nilo-sahariska och afroasiatiska. Den afroasiatiska familjen omfattar tre grenar: semitiska, kushitiska och omotiska språk. Semitiska språk har en stark kulturell dominans, där amhariska fungerar som det officiella språket. Tigrinska används i Tigray-regionen, harari talas i Harar, och olika guragespråk förekommer söder om Addis Abeba. Ge'ez, ett forntida etiopiskt språk, används fortfarande i kyrkliga sammanhang.
Bland de kushitiska språken är oromo, afar och somaliska mest framträdande, medan wolaitto är ett betydande omotiskt språk i sydvästra Etiopien. Inom den nilo-sahariska språkfamiljen är anyuak det mest betydande språket.

### Religion
Etiopiens kristna är i knapp majoritet. Kristendomen nådde landet genom kopterna i Egypten och den etiopiska kyrkan grundades redan på 300-talet. Den gynnades länge av härskarklassen och var statskyrka till 1974. Efter revolutionen är alla religioner formellt likställda. Islam har sin tyngdpunkt i öst med centrum i staden Harar. Oromofolket är delvis islamiskt, liksom somalierna i Ogadenprovinsen i sydöst. En annan minoritet är de svarta judarna, falasherna, i nordväst.

### Hälsa
| Hiv och aids          | 2014    | 2020    |
| --------------------- | ------- | ------- |
| Andel av befolkningen | 1,15 %  | 0,9 %   |
| Antal                 | 730 300 | 620 000 |
| Dödsfall per år       | 23 400  | 13 000  |

År 2014 led 3,3 procent av den vuxna befolkningen av fetma. Bland barn under fem år var 25,2 procent underviktiga enligt statistik från 2011. Mödradödligheten uppgick till 353 dödsfall per 100 000 födslar år 2015.

### Övriga befolkningsdata
Den senaste folkräkningen hölls den 29 maj 2007 och då uppgick den faktiskt befintliga befolkningen i Etiopien (de facto) till 73 750 932 invånare, varav 37 217 130 män och 36 533 802 kvinnor. Folkräkningar hade tidigare hållits 1994 och 1984. Invånartalet i Etiopien uppskattades i juli 2016 av The World Factbook till 102 374 044 invånare, av Förenta nationerna (befolkning den 1 juli 2016) till 101 853 000, Internationella valutafonden till 92 656 000 invånare (för år 2017) samt Världsbanken (juli 2016) till 102 403 196 invånare. Etiopiens Central Statistical Agency beräknade att befolkningen uppgick till 94 352 000 invånare den 1 juli 2017, varav 47 365 000 män och 46 987 000 kvinnor.

## Kultur

### Konstarter

#### Musik och dans
Musiken i Etiopien är mycket varierande. Landets cirka 80 olika etniska grupper är förknippade med sin egen musik. Musiken är oftast pentatonisk och karaktäriseras av långa intervaller mellan vissa toner. Musiken har gamla kristna och muslimska influenser men har även påverkats av folkmusik från andra delar av Afrikas horn, speciellt Sudan och Somalia. En populär etiopisk musiker är Teddy Afro.

### Traditioner

#### Matkultur

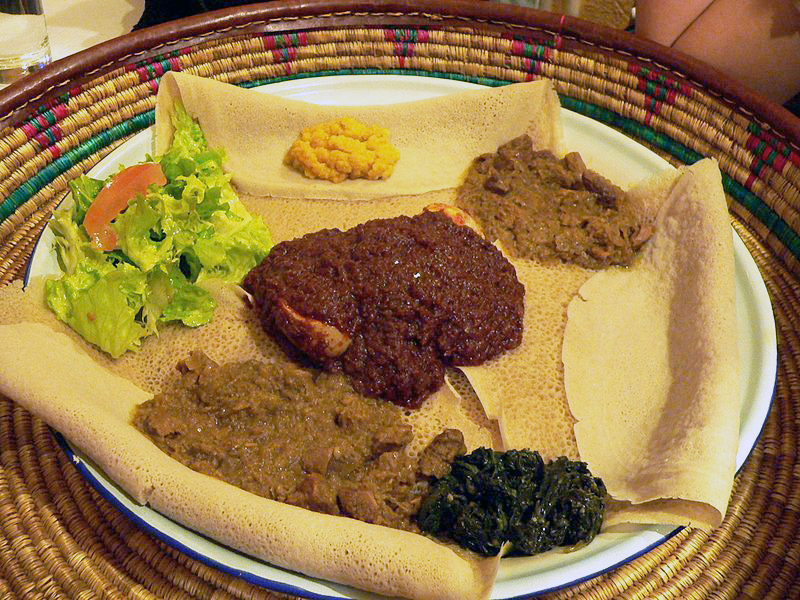
En vanlig Etiopisk rätt: Injera, ett slags tunnbröd bakade på teff

Den vanliga etiopiska maten består av små rätter eller förrätter av grönsaker och kött, ofta en gryta eller stuvning som serveras på injera. Injera är ett stort surdegsbröd bakat som ett tunnbröd på teffmjöl. Ofta äter man utan tallrikar och bestick. Man använder istället brödet för att ta de olika små rätterna. Det är även vanligt att man äter tillsammans med andra från samma fat i mitten på bordet. I områdena Amhara och Tigray är det populärt med brödet tihlo som görs på rostat kornmjöl.
Det traditionella etiopiska köket innefattar inget fläsk eller skaldjur eftersom de är förbjudna inom islam, judendomen och etiopisk-ortodoxa kyrkan.[källa behövs]

#### Kultursymboler och viktiga personligheter
I Etiopien finns i nio världsarv som skrivits in på Unescos lista över världsarv. Av dessa är åtta kulturella världsarv och ett är en nationalpark. De kulturella världsarven är: Aksum (1980), Fasil Ghebbi (1979), Harar Jugol (2006), Konsos kulturlandskap (2011), Awash nedre dalgång (1980), Omos nedre dalgång (1980), Stenhuggna kyrkor (1978) och Tiya (1980). Den listade nationalparken är Simien Nationalpark som listades år 1978.
Ruinerna efter Kungariket Aksum återfinns vid Etiopiens norra gräns. Bland de enorma ruinerna finns monolitiska obelisker, gigantiska stelor, kungliga gravar och ruinerna av antika slott.
Ruinerna från fästningsstaden Fasil Ghebbi omges av en 900 m lång mur och utgörs av  palats, kyrkor, kloster och unika offentliga och privata byggnader psom präglats av hinduiska och arabiska influenser.
Den historiska staden Harar är belägen i den östra delen av Etiopien på en platå med djupa raviner omgivna av öknar och savann. Harar Jugol sägs vara islams fjärde heligaste stad. Där återfinns bland annat 82 moskéer och 102 helgedomar. Radhusen, med sin exceptionella inredning, är den mest spektakulära delen av kulturarvet.
I Lalibela återfinns ruinerna av 11 medeltida monolitiska grottkyrkor. Platsen har kallats för "Nya Jerusalem", en symbol för etiopisk kristendom, och är fortfarande under början av 2020-talet en plats för pilgrimsvandring.

### Idrott
terna i Etiopien är friidrott och fotboll. Etiopiska friidrottare har vunnit många olympiska guld, framför allt i löpning. Dock har landets fotbollslandslag inte lyckats lika bra. Man har ett guld i Afrikanska mästerskapet 1962 som främsta merit.
Framgångarna inom friidrotten har varit större. Den kanske främsta är Haile Gebrselassies världsrekord i maraton från 2008 på två timmar, 3 minuter och 59 sekunder. En annan framgångsrik löpare är Kenenisa Bekele med många framgångar på distanserna 10 000 och 5 000. Andra kända etiopiska friidrottare är: Abebe Bikila, Mamo Wolde, Miruts Yifter, Derartu Tulu, Tirunesh Dibaba, Genzebe Dibaba, Meseret Defar och Gelete Burka. En annan känd etiopisk friidrottare är Abeba Aregawi som sedan 2013 har representerat Sverige i friidrottsmästerskap.

## Internationella rankningar
| Organisation                                | Undersökning                   | Rankning   |
| ------------------------------------------- | ------------------------------ | ---------- |
| The Economist                               | Demokratiindex 2018            | 128 av 167 |
| World Bank Group                            | Doing Business Report 2019     | 159 av 190 |
| Heritage Foundation/The Wall Street Journal | Ekonomisk frihet-index 2019    | 137 av 180 |
| FN:s utvecklingsprogram                     | Human Development Index 2018   | 173 av 189 |
| Transparency International                  | Korruptionsindex 2018          | 114 av 180 |
| Reportrar utan gränser                      | World Press Freedom Index 2019 | 110 av 180 |